# Limnophila distans
Limnophila distans är en tvåvingeart som beskrevs av Edwards 1928. Limnophila distans ingår i släktet Limnophila och familjen småharkrankar. Inga underarter finns listade i Catalogue of Life.